# Université du Pacifique
L'université du Pacifique (en anglais, University of the Pacific) est une université privée située à Stockton dans l'État de Californie (États-Unis). Il s'agit de la plus ancienne université de l'État de Californie.

## Historique
L'institution est fondée le 10 juillet 1851 à Santa Clara sous le nom de California Wesleyan College. Elle fusionna successivement avec le San Francisco College of Physicians and Surgeons (1962) et avec la McGeorge School of Law (1966), pour devenir l'université du Pacifique.

## Étudiants célèbres
- Doris Dörrie, cinéaste et écrivain allemande ;
- Michael Olowokandi, basketteur nigérian ;
- Mark Amodei, homme politique américain ;
- Dave Brubeck, pianiste et compositeur jazz des années 1950 ;
- Sakena Yacoobi, militante afghane pour les droits des enfants et des femmes ;
- Pete Carroll, entraîneur de football américain en National Football League ;
- Chris Isaak, auteur-compositeur-interprète et acteur américain ;
- Steven Kistler, inventeur des aérogels (transféré à Stanford après 3 ans).